# Waldemar von dem Knesebeck-Milendonck
Waldemar Xaver Paridam von dem Knesebeck, seit 1870 Freiherr von dem Knesebeck-Milendonck (* 22. August 1847 in Tylsen, Altmark; † 30. März 1906 ebenda) war ein preußischer Rittmeister und von 1890 bis 1906 der Zeremonienmeister von Wilhelm II.

## Herkunft
Seine Eltern waren der Abgeordnete und Rittergutsbesitzer Alfred von dem Knesebeck (1816–1883) und dessen Ehefrau Franziska Sophie, geborene von Bojanowski (* 5. Oktober 1822; † 14. Oktober 1910) aus dem Hause Groß-Kmehlen. Sein Vater hatte am 10. März 1870 durch den preußischen König Wilhelm I. die Genehmigung erhalten, Namen und Wappen eines „Freiherrn von dem Knesebeck-Milendonck“ erblich anzunehmen.

## Leben
Er war Offizier im 2. Garde-Ulanen-Regiment, später königlich-preußischer Zeremonienmeister und Kammerherr.

## Familie
Am 25. November 1878 heiratete er in Wiesbaden am Elisabeth von Turtschaninow (* 10. September 1859). Das Paar hatte drei Kinder:
- Olga (* 4. November 1879 in Berlin),
- Romulus (* 10. Januar 1882 in Rom),
- Theodora (* 19. Mai 1886 in Tylsen).